# Karl Söderdahl
Karl Fredrik Söderdahl (i riksdagen kallad Söderdahl i Visby), född 30 mars 1882 i Visby, död där 1 maj 1948, var en svensk möbelsnickare och politiker (socialdemokrat).
Söderdahl var ledamot av andra kammaren från 1937 till 17 november 1943, invald i Gotlands läns valkrets. Han var därefter ledamot i första kammaren från 1944, invald i Kalmar läns och Gotlands läns valkrets. Söderdahl är begravd på Östra kyrkogården i Visby.